# Dom Zdrojowy w Nałęczowie
Dom Zdrojowy w Nałęczowie – obiekt sanatoryjny zbudowany przez Przedsiębiorstwo Państwowe Uzdrowisko Nałęczów w 1964 znajdujący się w Parku Zdrojowym w Nałęczowie.

## Architektura
Obecnie w Domu Zdrojowym składającym się z dwóch połączonych pawilonów mieści się pijalnia wód mineralnych z wybudowaną nieco później palmiarnią oraz Pijalnia Czekolady "E. Wedel 1851". W pijalni znajdują się fontanna oraz krany zasilane wodą z lokalnych źródeł mineralnych, a także stoiska handlowe z pijałkami do wód i pamiątkami. Budynek zdobią freski wykonane przez Jarosława Olejnickiego z Lublina, jak również okazałe palmy wyhodowane przez długoletniego ogrodnika uzdrowiskowego, Franciszka Kamińskiego. Najstarsze z drzew pochodzi z 1903. Na terenie pijalni prezentowana jest galeria rzeźb zasłużonych osób związanych z Nałęczowem.

## Galeria

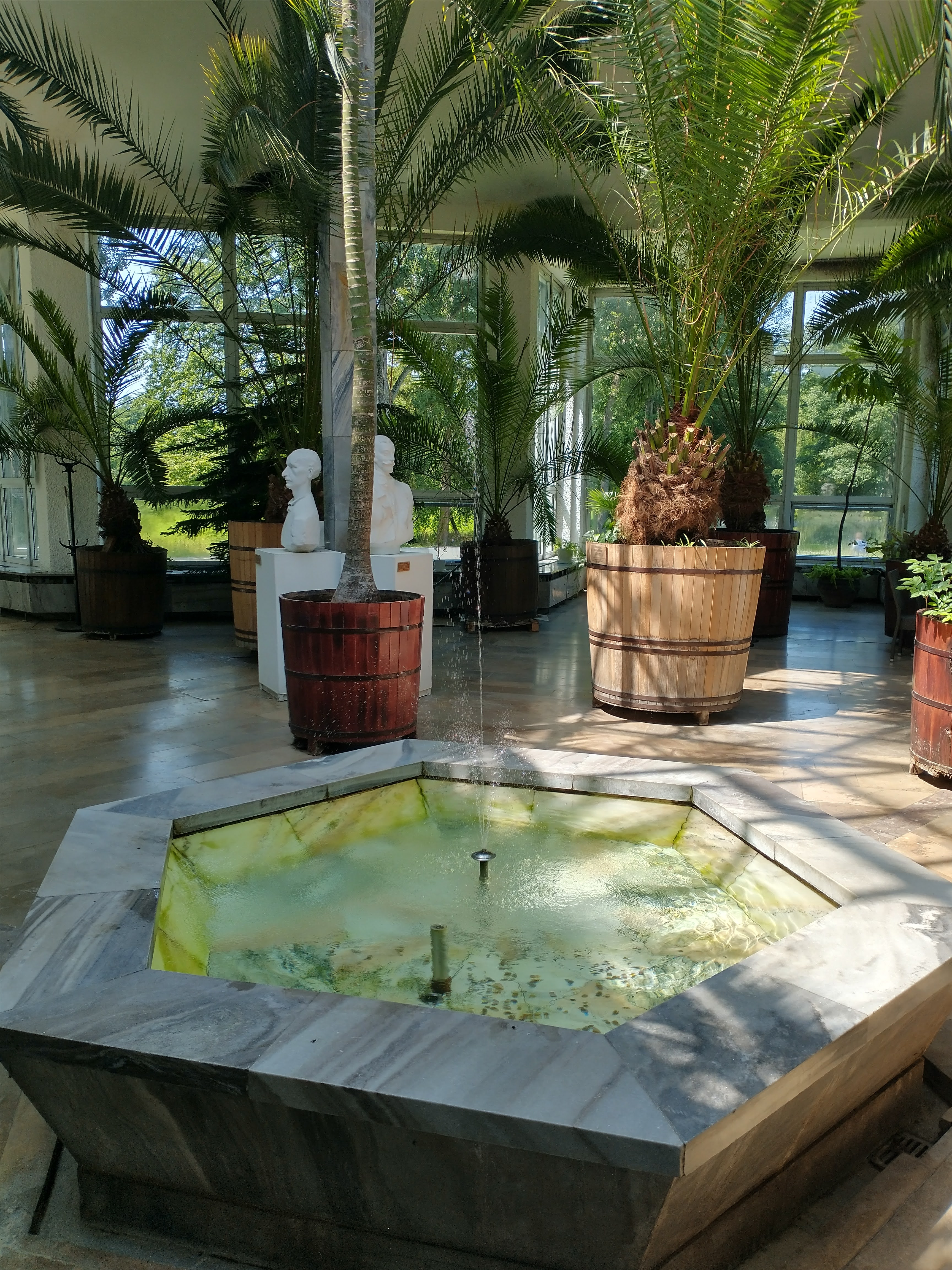
Fontanna i palmy
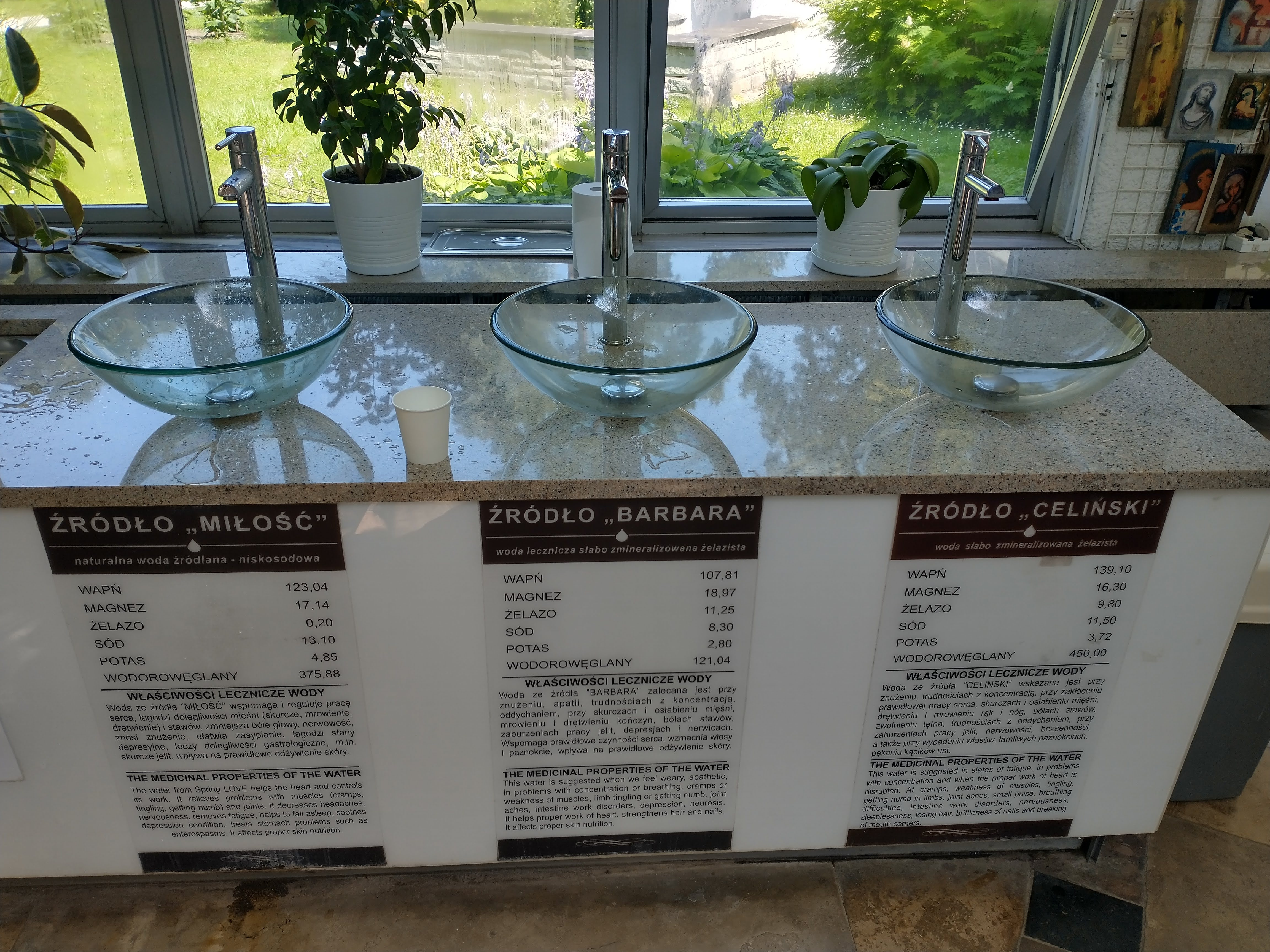
Krany z wodami mineralnymi
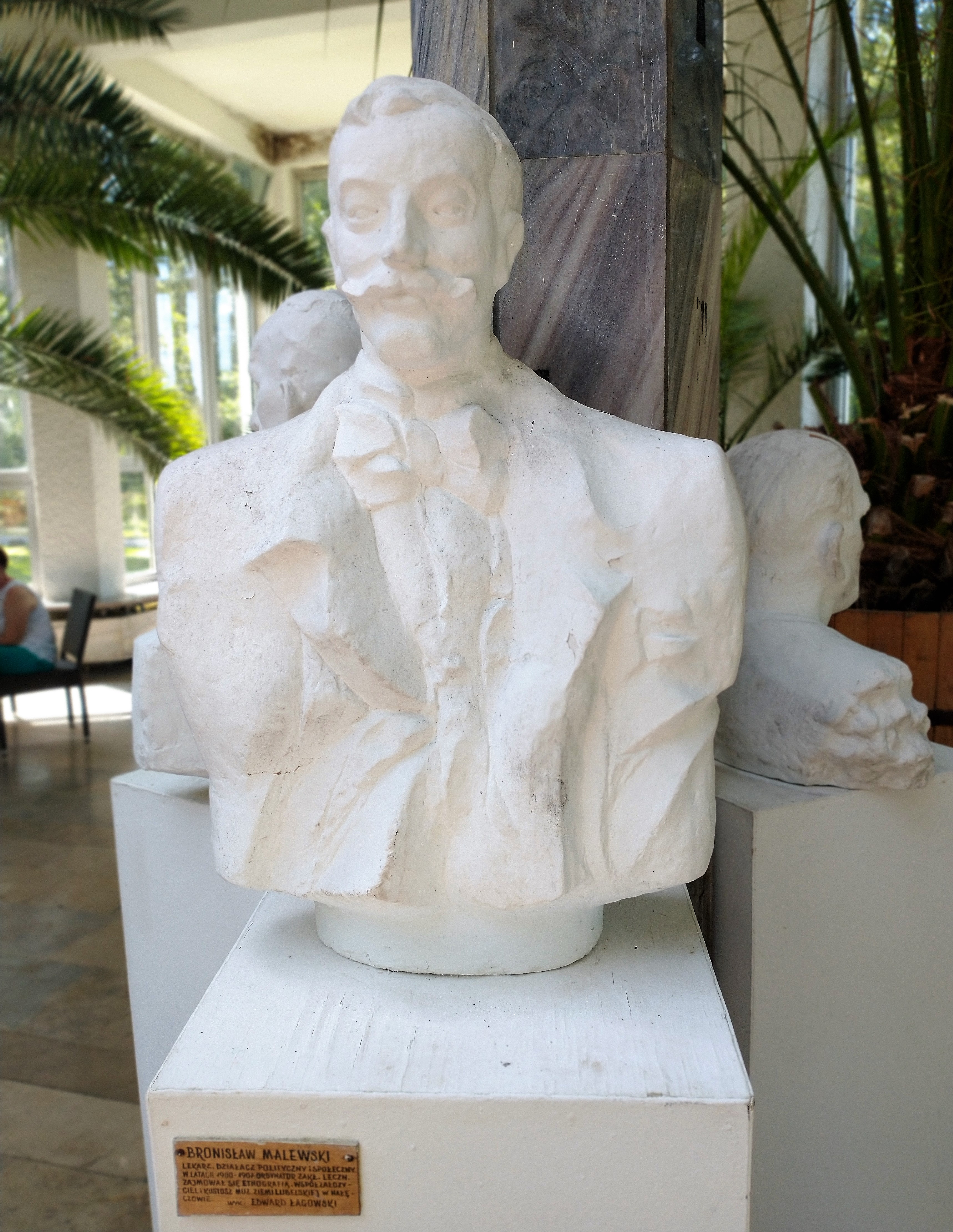
Bronisław Malewski (galeria rzeźb)